# Cantó de Malaucena
El cantó de Malaucena (en francès canton de Malaucène) és una antiga divisió administrativa francesa del departament de la Valclusa i del districte de Carpentras. El cap cantonal és Malaucena i agrupa 7 municipis. Va desaparèixer el 2015.

## Municipis
- Lo Barós
- Bèumont dau Ventor
- Brantas
- Entrechaums
- Malaucena
- Sant Laugier dau Ventor
- Savolhan

## Història
| Data d'elecció                           | Identitat       | Partit                    | Qualitat |
| ---------------------------------------- | --------------- | ------------------------- | -------- |
| 1967-1985                                | Louis Cornillac | PRG                       |          |
| 1985-2015                                | Xavier Bernard  | PS, després Divers gauche |          |
| les dades anteriors no són pas conegudes |                 |                           |          |
|                                          |                 |                           |          |